# 小行星4437
小行星4437（英語：4437 Yaroshenko）是一颗围绕太阳公转的小行星。1983年4月10日，柳德米拉·切爾尼赫在克里米亚发现了此天体。
这颗小行星的绝对星等为352.9271135956486等。